# Велф VII
Велф VII (на немски: Welf VII, * 1140, † 11/12 септември 1167 в Сиена) от род Велфи е граф на Алтдорф, маркграф на Тоскана и херцог на Сполето от 1160 г.
Той е единствен син на Велф VI († 1191) и Ута от Шауенбург († 1197), дъщеря на пфалцграфа при Рейн Готфрид фон Калв.
Велф VII участва от 1154 г. в похода на чичо му император Фридрих I Барбароса против папата в Рим. Той замества през 1160 г. баща си в управлението на неговите владения в Италия, Тосканската марка и херцогство Сполето. През 1167 г. Велф VII участва в битката при Тускулум и умира на 11/12 септември 1167 г. в Сиена, както много други от малария. Велф VII умира преди баща си и е погребан в основания от баща му манастир Щайнгаден.
Велф VII не е женен и не оставил деца.